# Copa Hexagonal Interprovincial 1956
En 1956 se realizó el vigésimo sexto torneo de Copa organizado por la Federación costarricense de Fútbol, con el nombre de Copa Hexagonal Interprovincial; con motivo del parón en el campeonato por la participación de la Selección Nacional en el Campeonato Panamericano de Fútbol 1956, la Federación acuerda realizar un torneo de copa para darle ritmo a los equipos de primeras divisiones, el cual se efectúa en los tres estadios provinciales. Participaron en el certamen Orión F.C., Club Sport La Libertad, Club Sport Herediano, Liga Deportiva Alajuelense, Club Sport Cartaginés y Moravia; el Club Sport Herediano ganó el campeonato de copa por novena ocasión en la historia obteniendo el trofeo llamado Copa Hércules del Almacén Philco y el subcampeón fue el Club Sport La Libertad.
El torneo tuvo un empate en la cima de la tabla de goleo. Los goleadores fueron el herediano Eladio Esquivel, el alajuelense Juan Ulloa y los orionistas Guido Peña y Miguel Zeledón con 3 anotaciones cada uno.

## Resultados
| 12 de febrero de 1956 | Cartaginés               | 2:8 (0:3) | Alajuelense                                                             | Estadio de Cartago, Cartago |  |
|                       | Gómez 47' · Valverde 55' |           | Álvarez 3', 85' · Ulloa 4', 51', 77' · Herrera 20', 69' · Cabalceta 71' |                             |  |

| 19 de febrero de 1956 | Orión FC                            | 5:2 (3:2) | Moravia                | Estadio de Alajuela, Alajuela |                            |
|                       | Zeledón 40', ?', ?' · Peña 12', 26' |           | Muñoz 38' · Mariño 44' | Árbitro(s): Eduardo Vargas    | Árbitro(s): Eduardo Vargas |

| 19 de febrero de 1956 | Alajuelense | 0:1 (0:0) | La Libertad  | Estadio de Alajuela, Alajuela |  |
|                       |             |           | Alvarado 83' |                               |  |

| 26 de febrero de 1956 | Orión FC    | 2:2 | Alajuelense  | Estadio Eladio Rosabal Cordero, Heredia |  |
|                       | Peña ?', ?' |     | Ulloa ?', ?' |                                         |  |

| 26 de febrero de 1956 | Herediano | 0:0 | Cartaginés | Estadio Eladio Rosabal Cordero, Heredia |  |

| 4 de marzo de 1956 | Moravia    | 1:0 | La Libertad | Estadio de Cartago, Cartago |  |
|                    | Cordero ?' |     |             |                             |  |

| 4 de marzo de 1956 | Cartaginés   | 2:1 | Orión FC | Estadio Fello Meza, Cartago |  |
|                    | Gómez ?', ?' |     | Peña ?'  |                             |  |

| 11 de marzo de 1956 | Moravia | 0:0 | Cartaginés | Estadio Eladio Rosabal Cordero, Heredia |  |

| 11 de marzo de 1956 | Herediano           | 3:3 | La Libertad                  | Estadio Eladio Rosabal Cordero, Heredia |  |
|                     | Esquivel ?', ?', ?' |     | Carmona ?', ?' · González ?' |                                         |  |

| 18 de marzo de 1956 | Moravia | 0:0 | Alajuelense | Estadio Eladio Rosabal Cordero, Heredia |  |

| 18 de marzo de 1956 | Herediano | 4:0 | Orión FC | Estadio Eladio Rosabal Cordero, Heredia |  |

| 25 de marzo de 1956 | La Libertad            | 2:2 | Orión FC       | Estadio Eladio Rosabal Cordero, Heredia |                              |
|                     | Ávila ?' · Alvarado ?' |     | Zeledón ?', ?' | Árbitro(s): Francisco Molina            | Árbitro(s): Francisco Molina |

| 25 de marzo de 1956 | Herediano | 0:0 | Alajuelense | Estadio Eladio Rosabal Cordero, Heredia |  |
|                     |           |     |             | Árbitro(s): José Vargas                 |  |

| 1 de abril de 1956 | La Libertad                                                            | 6:0 (3:0) | Cartaginés | Estadio Eladio Rosabal Cordero, Heredia |  |
|                    | Ávila ?' · Boyer ?', ?' · González ?' · Alpízar ?' · Jiménez ?' (a.g.) |           |            |                                         |  |

| 1 de abril de 1956 | Herediano                  | 2:1 (1:1) | Moravia   | Estadio Eladio Rosabal Cordero, Heredia |                    |
|                    | Quesada 20' · Esquivel 63' |           | Castro ?' | Árbitro(s): Porras                      | Árbitro(s): Porras |

|                      |
| Club Sport Herediano |
|                      |
| 9° título            |

| Predecesor: Copa Phillips 1955 | Torneo de Copa de Costa Rica 1956 | Sucesor: Copa Cuadrangular 1956 |